# Naupoda ventralis
Naupoda ventralis är en tvåvingeart som beskrevs av Charles Howard Curran 1936. Naupoda ventralis ingår i släktet Naupoda och familjen bredmunsflugor. Inga underarter finns listade i Catalogue of Life.